# “Heroes” (canción)
«“Heroes”» es una canción del músico británico David Bowie, incluida en su duodécimo álbum de estudio, del mismo nombre. Fue coescrita junto con Brian Eno y coproducida con Tony Visconti. La grabación se realizó a mediados de 1977 en el estudio Hansa 2 de Berlín Occidental. La base instrumental se completó antes de redactar la letra; más tarde, Eno y él añadieron sobregrabaciones de sintetizador, mientras que Robert Fripp aportó la guitarra. Para registrar la voz, Visconti ideó un sistema de «múltiples umbrales», que consistía en tres micrófonos colocados a distintas distancias y que se activaban según el volumen del canto. Como en otras piezas del álbum, el vocalista improvisó la letra directamente frente al micrófono.
Se trata de una canción de art rock que evoluciona de forma progresiva a lo largo de su duración. Narra la historia de dos amantes, uno del Berlín Oriental y otro del Occidental, que viven bajo el temor constante a la muerte y sueñan que son libres, mientras nadan con delfines. Bowie incluyó las comillas en el título para expresar ironía frente al carácter romántico o triunfal de la música y la letra. Se inspiró directamente en una escena que presenció junto al Muro de Berlín, cuando Visconti besó a la cantante Antonia Maass. Otras influencias fueron una pintura de Otto Mueller y un cuento corto de Alberto Denti di Pirajno.
RCA Records publicó una versión editada el 23 de septiembre de 1977 como sencillo principal del álbum. Las críticas iniciales fueron en su mayoría positivas; algunos medios la recibieron como una incorporación clásica al catálogo del artista. Bowie la promocionó intensamente mediante un videoclip y la interpretó en diversos programas de televisión, entre ellos Marc, de Marc Bolan, y el especial navideño Merrie Olde Christmas, de Bing Crosby. También lanzó versiones en alemán y francés, tituladas respectivamente «“Helden”» y «“Héros”». A pesar de la amplia promoción, el sencillo solo alcanzó el puesto 24 en la lista británica UK Singles Chart y no logró ingresar al Billboard Hot 100 de Estados Unidos, aunque sí se ubicó entre los veinte primeros lugares en varios países europeos y en Australia.
Con el tiempo, la canción ganó un reconocimiento considerable y muchos la consideran una de las mejores de Bowie, así como una de las más destacadas de la historia. Sus biógrafos han criticado la versión editada del sencillo por reducir el impacto de la composición original. Tras la muerte del artista en 2016, alcanzó un nuevo pico en el Reino Unido, donde llegó al puesto 12. Se mantuvo como una pieza habitual en sus giras y presentaciones en vivo, y es su segundo tema más versionado, después de «Rebel Rebel» (1974). En 1998, el grupo The Wallflowers la grabó para Godzilla: The Album, que recibió críticas positivas y logró posicionarse en las listas de Estados Unidos y Canadá. Otra versión, interpretada por los finalistas de la séptima edición de The X Factor, alcanzó el primer puesto en el Reino Unido en 2010. A lo largo de los años, la canción también se ha utilizado en campañas publicitarias y ha aparecido en varias series de televisión y películas.

## Antecedentes

### Producción y grabación

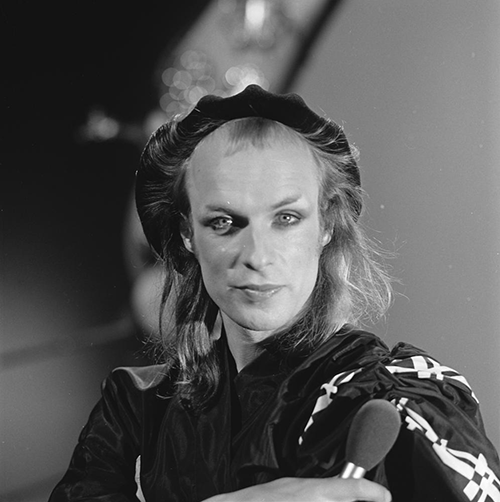
Bowie compuso la canción junto al multiinstrumentista Brian Eno (en la imagen, 1974), quien ya tenía en mente la palabra Heroes al crear la secuencia de acordes inicial.

Después de terminar su trabajo como coproductor de Lust for Life (1977), de Iggy Pop, y de participar en diversos eventos promocionales, David Bowie pasó varias semanas desarrollando ideas y conceptos junto al multiinstrumentista Brian Eno para su siguiente álbum de estudio. Una de las propuestas consistía en reutilizar la progresión de acordes sol–re que empleó en «Success», de Pop. Eno propuso titular la pieza «Heroes», ya que aquella secuencia le sonaba «grandiosa y heroica» y, según dijo, «tenía esa palabra en la cabeza». De acuerdo con el biógrafo Chris O’Leary, el nombre también hacía referencia a «Hero» (1975), del grupo alemán de krautrock Neu!. La grabación del álbum se llevó a cabo por completo en Berlín Occidental, entre julio y agosto de 1977, en el estudio Hansa 2, una antigua sala de conciertos que había sido usada como salón de baile por oficiales de la Gestapo durante la Segunda Guerra Mundial. El edificio se encontraba a unos 500 metros del Muro de Berlín. La canción fue coproducida por Bowie y Tony Visconti, con aportes de Eno. La base instrumental comenzó con Bowie al piano. Reunió nuevamente al grupo central de Station to Station (1976), conformado por Carlos Alomar en la guitarra rítmica, George Murray en el bajo y Dennis Davis en la batería. Usaron la progresión de acordes inicial para crear un ritmo que creció gradualmente hasta alcanzar un clímax, con una duración total de ocho minutos. Alomar creó el riff principal, mientras Murray y Davis establecieron el «pulso hipnótico». Visconti, que había procesado la batería de Davis con un Eventide H910 Harmonizer en Low (1977), limitó su uso en “Heroes” a la etapa de mezcla, lo que permitió conservar la resonancia ambiental del estudio. En el caso del bajo, aplicó un efecto de flanger.

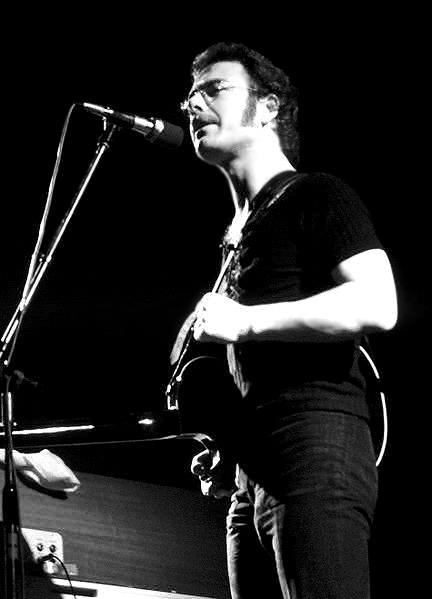
Robert Fripp (en la imagen, 1974) grabó las líneas de guitarra que aparecen en la canción.

Según Visconti, la grabación permaneció una semana sin cambios antes de que comenzaran a añadirle sobregrabaciones. Eno incorporó su EMS Synthi AKS, un sintetizador portátil con forma de maletín, y utilizó su joystick, perillas de oscilador y filtro de ruido para crear un «efecto tembloroso y entrecortado que se intensifica y se vuelve más evidente hacia el final». Bowie también sumó líneas agudas con su sintetizador ARP Solina, además de sonidos del Chamberlin. A sugerencia de Eno, Robert Fripp —entonces en pausa con su banda King Crimson— se integró a la sesión como guitarrista. Bowie le dio escasas instrucciones, por lo que Fripp grabó tres tomas distintas basadas en bucles de retroalimentación. En cada una, marcó puntos diferentes en el piso del estudio con cinta adhesiva y ejecutó una nota distinta según la distancia con respecto a su amplificador —por ejemplo, la nota La a cuatro pies y Sol a tres—, todo mientras su guitarra pasaba por el EMS Synthi de Eno.
Durante la mezcla de la base instrumental, Visconti combinó las tres tomas de Fripp en una sola pista, lo que dio como resultado un sonido que describió como «etéreo y quejumbroso». Decidió suprimir el bombo de Davis porque, según explicó, hacía que el ritmo se sintiera torpe, y la canción ganaba energía sin él. En cambio, realzó la línea de bajo de Murray, que Alomar reforzó con la guitarra en un registro más agudo. La sección de metales originalmente prevista fue reemplazada por una línea de metales sintetizada con el Chamberlin, mientras que el bajo sustituyó a las cuerdas que se habían planificado. Para la percusión, Visconti añadió una pandereta y golpeó una lata vacía de cinta con una baqueta como sustituto de un cencerro.

### Coros

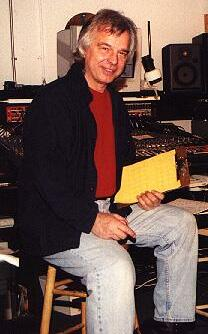
El coproductor Tony Visconti (en la imagen, 2007) ideó el sistema «multi-latch» para grabar la voz principal y también participó en las voces de acompañamiento.

Al igual que en Low, Bowie dejó de lado la escritura de las letras hasta que todos, excepto él y Visconti, abandonaron el estudio. Por ese motivo, la pista instrumental permaneció sin cambios durante varias semanas, lo que llevó a rumores de que quedaría como una pieza instrumental. Un día, Bowie pidió a Visconti que lo dejara solo en el estudio para concentrarse en las letras. Al mirar por la ventana, lo observó besarse con la cantante Antonia Maass cerca del Muro de Berlín; esa escena inspiró la letra de la canción. En un principio, Bowie afirmó que se había basado en una pareja joven anónima, pero Visconti —quien en ese entonces estaba casado con Mary Hopkin— señaló que Bowie intentó protegerlo y evitar exponer su relación con Maass. El músico confirmó esa versión en 2003, más de veinte años después del divorcio de Visconti y Hopkin: «Tony estaba casado en ese momento, y no podía decir quién era. Creo que el matrimonio ya atravesaba sus últimos meses, y fue muy conmovedor, porque podía ver que Tony estaba realmente enamorado de esa chica. Fue esa relación la que, en cierta forma, motivó la canción». Además, Bowie improvisó las letras frente al micrófono, una técnica que adoptó tras ver a Pop usar el mismo método durante la grabación de The Idiot (1977) y Lust for Life.
Para grabar la voz principal, Visconti ideó un sistema de «multi-latch» que aprovechaba al máximo la acústica del estudio Hansa. Utilizó tres micrófonos Neumann para captar la interpretación vocal: el primero, un U 47 de válvula, colocado a unos 23 centímetros de Bowie; el segundo, un U 87, a seis metros; y el tercero, otro U 87, a unos quince metros. Ambos micrófonos lejanos pasaban por una puerta de ruido, un dispositivo que activaba el volumen solo cuando la voz alcanzaba determinado nivel. Visconti explicó: «Si cantaba un poco más fuerte, se activaba el siguiente micrófono y eso producía una especie de gran explosión de reverberación. Si cantaba con más intensidad, se abría el micrófono más lejano y el sonido se volvía enorme». Bowie grabó tres tomas y la última fue la que se utilizó principalmente en la versión final. Terminó en unas dos horas. Luego, él y Visconti grabaron las voces de acompañamiento y armonizaron en terceras y quintas por debajo de la voz principal. Realizaron la mezcla final en Mountain Studios, en Montreux, Suiza, un estudio que más adelante se convertiría en uno de los favoritos de Bowie. David Richards, ingeniero del lugar, terminó por convertirse en un colaborador frecuente de él.

## Composición

### Música
«“Heroes”» emplea una progresión de acordes de re a sol (D–G) y consta de cinco estrofas, algunas más extensas que otras, además de una coda final. Aunque está escrita principalmente en re mayor, las estrofas alternan entre los acordes de re y sol mayor, e incluyen un paso por do mayor en la línea though nothing, nothing will keep us together (en español: «aunque nada, nada logre mantenernos unidos»), así como una transición a la menor y mi menor en we can beat them («podemos vencerlos») y for ever and ever («por siempre jamás»). La canción se basa en el modo mixolidio de re, donde el acorde dominante la mayor se reemplaza por la menor, con cambios entre re menor (modo paralelo) y el tono principal, re mayor. Richard Buskin, de Sound on Sound, la calificó como «una pieza de art rock altamente experimental». David Buckley la comparó con una producción del tipo Wall of Sound, por su disposición sonora intensa y cargada de guitarras, percusiones y sintetizadores. James E. Perone la consideró «un gran ejemplo de la música pop contemporánea», al equilibrar elementos del rock progresivo de comienzos de los años 70 con manipulaciones de timbres vanguardistas, aportadas por Eno. Bowie explicó que el tema nació de una combinación entre su técnica pianística y la de Eno, que describió como «desastrosas». Con el tiempo, esa base evolucionó hasta convertirse en una reinterpretación de «I'm Waiting for the Man» (1967), de The Velvet Underground, una canción que había admirado durante años.

### Letra

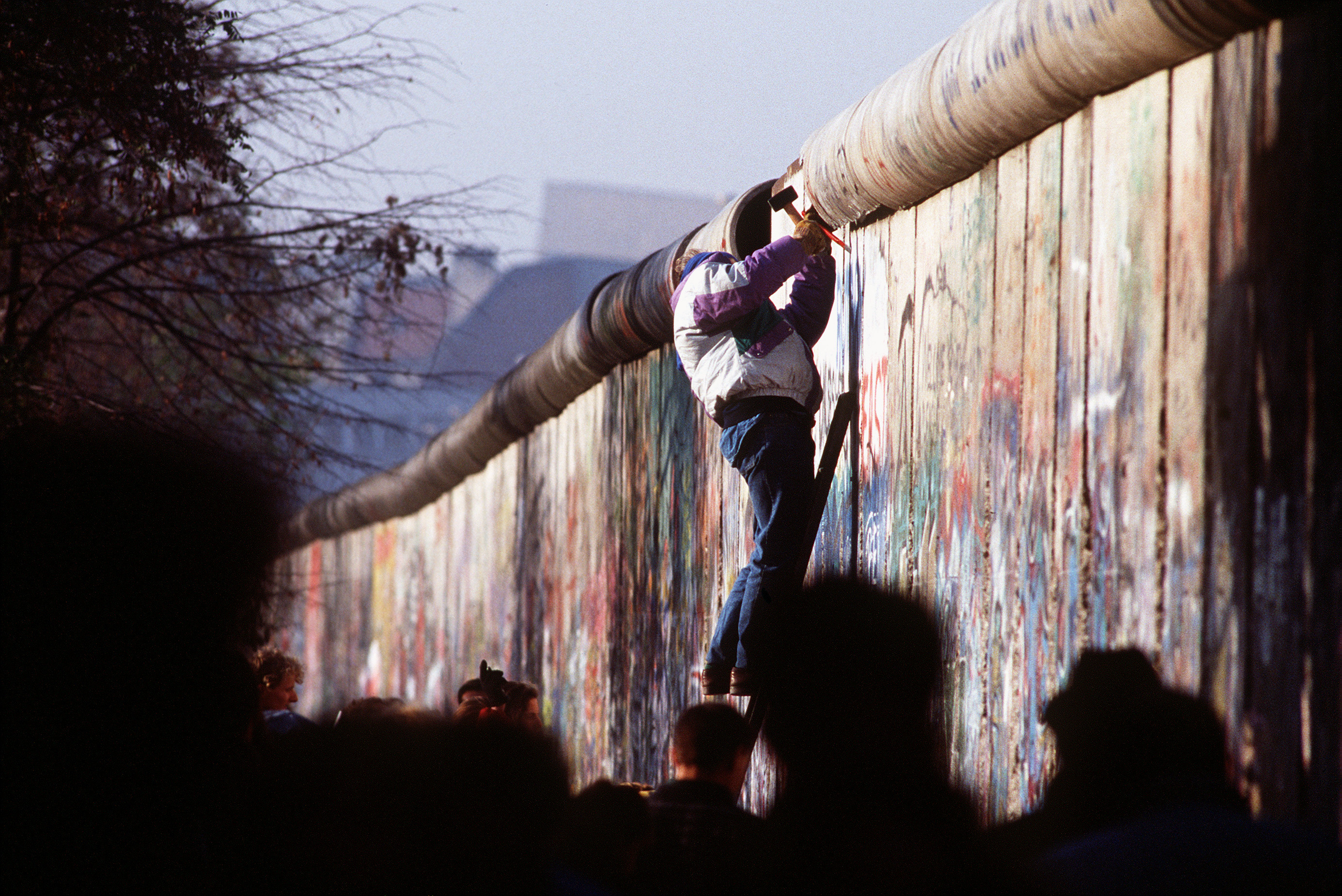
El Muro de Berlín (1989), símbolo central en la narrativa de «“Heroes”», donde Bowie sitúa a dos amantes separados por la división de la ciudad y unidos por el deseo de libertad.

La letra narra la historia de dos amantes, uno del Berlín Oriental y otro del Berlín Occidental. Bajo una amenaza constante de muerte, ambos sueñan con la libertad, imaginan que nadan con delfines. Al igual que otras canciones del álbum, como «Beauty and the Beast» y «Joe the Lion», esta obra presenta una tensión entre dos fuerzas opuestas: el amor de la pareja y la certeza de que el Muro de Berlín los separará. Para Robert Dean Lurie, de Blurt, el tema es un «claro guiño» a la ciudad dividida en la que Bowie residía en ese momento. El primer verso adopta la perspectiva del hombre, quien insiste en mantenerse unido a su pareja. El segundo revela de forma explícita el amor y afecto entre ambos. Según Perone, el pasaje instrumental que precede al tercer verso —donde el narrador expresa su deseo de que su amante pudiera «nadar como los delfines»— representa una transición en la narrativa. En el cuarto verso, Bowie repite las ideas del primero, pero canta una octava más alta y con un tono casi desgarrador. El quinto y último verso remite a un momento en que la pareja se besa junto al muro mientras los guardias disparan sobre sus cabezas. Perone interpreta este desenlace como una afirmación de que el amor del narrador es capaz de «superarlo todo» y que, al igual que los delfines, ellos también pueden ser libres. Así, la declaración final «podemos ser héroes» alcanza una fuerza inesperada que trasciende lo que el oyente pudo anticipar al comienzo de la canción.
| «“Heroes” se asemeja más a la alquimia: podemos ser comunes y corrientes en el presente, pero tenemos el potencial, en cualquier momento, de pensar y actuar con heroísmo, incluso si es solo por un día. La transformación puede surgir de un hecho externo o de un cambio interno de perspectiva».——Robert Dean Lurie, respecto al mensaje de la canción. |

Nicholas Pegg y Thomas Jerome Seabrook sostienen que «“Heroes”» no es el «himno optimista» que suele interpretarse. Según Bowie, las comillas del título expresan «una dimensión irónica» frente a una música y unas palabras que, en apariencia, resultan románticas o triunfantes. En sus propias palabras, la canción trata sobre «enfrentar la realidad y plantarle cara», sobre alcanzar «una forma de compasión» y obtener «cierta alegría del simple placer de estar vivo». De manera similar, Pegg considera que el tema encierra un trasfondo oscuro que contrasta con su progresión de acordes estimulante y la interpretación vocal exaltada. Versos como you can be mean, and I'll drink all the time («puedes ser cruel, y yo me emborracharé sin parar) distan de ser una declaración heroica, y la frase repetida though nothing will keep us together («aunque nada logre mantenernos unidos») sugiere que el tiempo es limitado. Además, el deseo de que la relación dure «solo por un día» remite a las letras sombrías de «The Bewlay Brothers» (1971) y marca una transición desde los temas nietzscheanos del «superhombre» en obras anteriores de Bowie hacia una visión más humana del heroísmo. Aunque Bowie confirmó que el beso entre Visconti y Maass fue la inspiración directa para la letra, también se basó en otras fuentes. Una de ellas fue Lovers Between Garden Walls, una pintura de 1916 del artista alemán Otto Mueller, que él y Pop vieron en el Museo Brücke. La obra representa a una pareja abrazada entre dos muros que simbolizan la brutalidad de la Primera Guerra Mundial. Además, reveló en el prólogo del libro I Am Iman (2001), escrito por su esposa Iman, que el cuento A Grave for a Dolphin (1956), de Alberto Denti di Pirajno, también influyó en la canción. La historia narra un romance condenado entre un soldado italiano y una joven somalí durante la Segunda Guerra Mundial. Según Pegg, el destino de la protagonista está vinculado al de un delfín con el que nada, y cuando ella muere, el animal también perece. Bowie explicó: «Me pareció una historia de amor mágica y hermosa, y en parte fue una de las inspiraciones para mi canción».
También se señaló que Bowie incorporó elementos de su vida personal en la letra, como los problemas matrimoniales que enfrentaba en ese momento, su alcoholismo y el hecho de no saber nadar I wish I could swim («ojalá pudiera nadar»). Además, Chris O’Leary observó que el verso I will be king, you will be queen («yo seré el rey, tú serás la reina») proviene directamente de la canción popular inglesa «Lavender’s Blue». A finales de la década de 2010, el sitio italiano Blackstar reveló que la artista Clare Shenstone, a quien Bowie conocía desde 1969, lo visitó durante el verano en que grabó «“Heroes”». Según contó, pasaron un día caminando juntos por el Muro de Berlín. Todo comenzó, en sus palabras, «cuando David me preguntó si soñaba con él, porque él soñaba conmigo. Le dije que justo había tenido un sueño hermoso en el que nadábamos con delfines». En el documental Bowie in Berlin, emitido por BBC Radio 4 en 2024, Shenstone afirmó que la letra se inspiró directamente en ese día. Según explicó, versos como like dolphins can swim («como los delfines saben nadar») aluden al sueño que compartió con él, mientras que otros fragmentos, como and the guns, shot above our heads and we kissed, as though nothing could fall («y los disparos, sobrevolaban nuestras cabezas, y nos besamos, como si nada pudiera derrumbarse»), evocan momentos reales de esa caminata junto al muro.

## Promoción y lanzamiento
A diferencia de Low, que no tuvo eventos promocionales, Bowie realizó una intensa promoción de “Heroes”. A principios de septiembre de 1977, aceptó interpretar la canción principal en Marc, el programa de Granada Television presentado por Marc Bolan. La grabación se llevó a cabo el 9 de septiembre y el episodio se emitió el 28 del mismo mes, tras el fallecimiento de Bolan en un accidente automovilístico ocurrido el 16 de septiembre. Esta versión, lanzada como vinilo ilustrado de 7" el 22 de septiembre de 2017, incluye una pista instrumental alternativa grabada con Bolan en la guitarra principal y la formación de T. Rex: Dino Dines en los teclados, Herbie Flowers en el bajo y Tony Newman en la batería. Estos dos últimos ya habían colaborado con Bowie en el álbum Diamond Dogs (1974) y en la gira que lo acompañó.
Dos días después de la grabación en el programa de Bolan, Bowie participó en el especial navideño televisivo Merrie Olde Christmas, donde interpretó la canción y un nuevo dueto junto a Bing Crosby titulado «Peace on Earth/Little Drummer Boy». Crosby falleció el 14 de octubre, antes de la emisión del especial, que tuvo lugar en Nochebuena de 1977. Más adelante, Bowie bromeó: «Empezaba a preocuparme seriamente por salir en televisión, porque todos con los que compartía escenario morían la semana siguiente». El 19 de octubre, Bowie apareció en Top of the Pops de la BBC por primera vez desde 1973, y cantó «“Heroes”» sobre una nueva pista instrumental en la que participaban Visconti en el bajo y Sean Mayes en el teclado. Más adelante ese mes, volvió a interpretar el tema en el programa neerlandés TopPop y en los espacios italianos Odeon y L'altra domenica. RCA publicó «“Heroes”» en una versión editada como sencillo principal del álbum el 23 de septiembre de 1977, con el número de catálogo PB 11121 y con «V-2 Schneider», otra pista del álbum, como lado B. La edición acortada de 3:32 minutos, se diseñó con la intención de obtener mayor difusión en la radio. Ese mismo año, RCA también distribuyó en Estados Unidos un sencillo promocional de 12 pulgadas con ambas versiones, la del sencillo y la del álbum, bajo el número JD-11151. En el álbum “Heroes”, lanzado el 14 de octubre, la canción figura como la tercera pista, entre «Joe the Lion» y «Sons of the Silent Age».

### Video musical
Stanley Dorfman dirigió el videoclip promocional. Fue filmado en París, donde se muestra a Bowie en una habitación oscura frente a un fondo de luz blanca, y viste la misma chaqueta tipo bomber que aparece en la portada del álbum. Pegg consideró que el resultado final recuerda a la interpretación de «Maybe This Time» de Liza Minnelli en la película Cabaret (1972), ambientada en Berlín.

### Versión alemana y francesa
En una maniobra que Pegg interpretó como una muestra de las «recientes alianzas europeas» de Bowie, el artista grabó versiones especiales de la canción con letra en alemán y en francés. La traducción al alemán estuvo a cargo de Maass para la edición local. Ambas versiones, tituladas respectivamente «“Helden”» y «“Héros”», se publicaron en sus países de origen en septiembre. La edición inglés-alemán apareció en la banda sonora de la película Christiane F. (1981) y en el álbum Rare (1982), mientras que la versión en alemán se incluyó en Sound + Vision (1989). Para las ediciones en Alemania y Francia, se añadieron las estrofas en alemán y francés directamente sobre la versión completa de la canción, a partir de los versos iniciales en inglés. La publicación del sencillo en varios idiomas y formatos dio lugar a lo que los editores de NME, Roy Carr y Charles Shaar Murray, calificaron como «el sueño húmedo de cualquier coleccionista».

## Recepción

### Crítica especializada
Las críticas iniciales fueron mayormente positivas. Al igual que «Sound and Vision» de Low, algunos la consideraron la pista más accesible del álbum. Varios críticos la recibieron como una incorporación destacada al repertorio de Bowie. Tim Lott, de Record Mirror, la calificó como «majestuosa» y una canción «sorprendentemente poderosa», que sobresalía como la mejor del disco. Aunque opinó que la letra era «superficial en cierto sentido», reconoció en ella una «heroicidad simple». Añadió que «se construye poco a poco con capas de sintetizadores, hasta transformarse en una pieza monumental que envuelve al oyente y lo deja con una sensación de asombro». Kris Needs, de la revista ZigZag, la describió como una pista «monstruosa» cuyo resultado final era «mágico». Por su parte, Ira Robbins, en Crawdaddy, la elogió como el mejor trabajo que Bowie había llevado al vinilo en tres años. Destacó la interpretación vocal, el acompañamiento instrumental y, en especial, las aportaciones de Eno como algunos de sus aspectos más sobresalientes. En Los Angeles Times, Robert Hilburn señaló que, a pesar del tono sombrío del álbum, la canción transmite «compasión y una fugaz esperanza». Billboard la consideró una de las mejores pistas del disco. En Hit Parader, la música y escritora estadounidense Patti Smith la elogió como una canción «pura» y «maravillosa» que «nos expone a nuestro dilema más preciado y privado». Predijo que se convertiría en el «tema musical de toda gran película», ya sea «pasada, futura o por rehacerse». En cambio, Charlie Gillett ofreció una crítica mixta en NME. A pesar de ello, la ubicó en el sexto lugar de su lista de las mejores del año.
«“Heroes”» ganó prestigio con el paso de los años. Pegg y O'Leary señalaron que no fue hasta la interpretación de Bowie en el Live Aid de 1985 cuando se reconoció como un clásico. Buckley describió esa versión como «la mejor interpretación que [Bowie] había cantado jamás». En AllMusic, Ned Raggett afirmó que probablemente era su mejor canción y la definió como un «verdadero clásico». Explicó que, junto a Eno, Fripp y Visconti, Bowie creó un himno con influencias alemanas, sin perder la fuerza dramática del rock and roll. Al analizar su interpretación vocal, escribió: «Comienza con un tono casi conversacional y, al final, ofrece una interpretación casi operística, pero profundamente humana y apasionada». Ryan Dombal, de Pitchfork, la definió como «una pieza inmortal sobre lo efímero de ciertos momentos», mientras que Allison Rapp, de Ultimate Classic Rock, sostuvo que, con el paso del tiempo, se transformó en «uno de los himnos de esperanza más entrañables del rock». En una lista publicada por ese mismo medio, que ordena todos los sencillos de Bowie de peor a mejor, la canción ocupó el primer lugar. En Consequence of Sound, Lior Phillips escribió que «retrata con precisión la certeza de que nada es para siempre y que todos vamos a morir, y a la vez revela la belleza de vivir y amar en ese breve intervalo». Moby declaró que es una de sus canciones favoritas y que era «inevitable» que influyera en su música. Por su parte, Dave Gahan, vocalista de Depeche Mode, fue incorporado al grupo después de que el fundador, Vince Clarke, lo escuchó interpretarla en una sesión improvisada.
Al igual que los críticos, varios de los autores que escribieron sobre Bowie consideraron la canción un clásico y una de las más importantes de su carrera. Paul Trynka la describió como «su tema más sencillo, conmovedor y memorable». Buckley la definió como «la canción más admirada universalmente» del músico y, en 2015, escribió que era «quizás la expresión más clara del pop sobre la capacidad del ser humano para superar la adversidad». O’Leary afirmó que mostraba «a Bowie en su faceta más empática y desesperada; una plegaria cargada de anhelo que ofrecía un breve respiro al espíritu». A pesar de los elogios, varios de estos autores criticaron la versión editada para sencillo, al considerar que reducía la intensidad del tema. O’Leary sostuvo que el recorte debilitaba la progresión hacia los versos finales, ya que la interpretación «heroica» de Bowie comenzaba casi dos minutos antes en la versión del álbum. Perone coincidió y señaló que la edición —que empieza con la línea de los «delfines»— rompía el ritmo, la tensión y el impacto emocional de la canción, hasta el punto de que «pierde sentido». También criticó la decisión de acortarla, y recordó que otros sencillos exitosos de la época, como «Hey Jude» (1968) de The Beatles, duraban más que la versión completa de «“Heroes”».
Tras la muerte de Bowie, Rolling Stone incluyó «“Heroes”» entre las treinta canciones más esenciales de su repertorio. A partir de entonces, distintos medios la destacaron como una de sus obras más importantes, y revistas como NME, Uncut y Smooth Radio la eligieron como la mejor de su carrera. Otras, entre ellas Consequence of Sound, Digital Spy y Mojo, la situaron en segundo lugar, por debajo de «Life on Mars?» (1971). En 2018, los lectores de NME la votaron como la cuarta mejor canción de su discografía. En 2020, Alexis Petridis, de The Guardian, la colocó en el quinto puesto de una lista con las cincuenta canciones más destacadas del artista y, la definió como «una canción extraña y ambigua» que, por su uso recurrente en contextos deportivos cargados de emoción, terminó por volverse omnipresente, y que transformaba seis minutos de «ruido electrónico vibrante, guitarras aullantes y voces desgarradas» en «un himno cargado de energía y euforia»

### Rendimiento comercial
| «Es un fenómeno curioso que ocurre con mis canciones en Estados Unidos. Muchas de las favoritas del público nunca fueron éxitos radiales ni entraron a las listas, y «Heroes» supera a todas».——David Bowie sobre el éxito posterior de la canción, 2003. |

A pesar de la amplia promoción, solo alcanzó el puesto 24 en la UK Singles Chart del Reino Unido, donde permaneció ocho semanas, y no logró entrar en el Billboard Hot 100 de Estados Unidos, aunque sí figuró en el número 126 de la lista Singles Chart 101–150 de la revista Record World. En otros países, obtuvo mejores resultados: llegó al número 11 en Australia, 14 en Austria, 17 en Bélgica (Flandes), 8 en Irlanda, 9 en los Países Bajos y 34 en Nueva Zelanda. Posteriormente, el tema apareció —casi siempre en su versión editada— en numerosas recopilaciones, como The Best of Bowie (1980), Changesbowie (1990), The Singles Collection (1993), The Best of David Bowie 1974/1979 (1998), Best of Bowie (2002), The Platinum Collection (2006), Nothing Has Changed (2014) y Bowie Legacy (2016). La versión completa del álbum fue remasterizada junto con su disco original para incluirse en la caja recopilatoria A New Career in a New Town (1977–1982), lanzada en 2017. La versión editada se incorporó en Re:Call 3 —parte de esa misma colección—, mientras que las versiones en alemán, francés, inglés-alemán (versión completa) e inglés-francés (versión completa) se reunieron en un EP dentro del mismo conjunto. Por su parte, la versión en francés, «“Héros”», alcanzó el puesto 37 en Francia en 2015.
En 2016, poco después de la muerte de Bowie, «“Heroes”» ingresó en las listas de popularidad de numerosos países y se convirtió en la canción más reproducida del artista en la plataforma Spotify. En el Reino Unido alcanzó un nuevo pico al llegar al puesto 12, mientras que en los Estados Unidos permaneció dos semanas en el Hot Rock & Alternative Songs de Billboard, donde se ubicó en el número 11. Sus posiciones más altas fueron el tercer lugar en la lista Euro Digital Song Sales de Billboard, el octavo en Escocia y el noveno en Francia. También logró entrar en las listas de Italia (17), Suiza (17), Japón (18), Alemania (19), Irlanda (29), Portugal (32), Australia (36), Suecia (37) y España (59). A lo largo de los años obtuvo diversas certificaciones discográficas en varios países. En el Reino Unido, la Industria Fonográfica Británica (BPI) le otorgó un doble disco de platino por más de 1 200 000 unidades vendidas. En España, recibió una certificación combinada de platino y oro por parte de PROMUSICAE, que equivale a 90 000 copias. En Dinamarca, la IFPI reconoció el sencillo con un disco de oro por 45 000 ventas, mientras que en Italia también fue certificado oro por la Federación de la Industria Musical Italiana tras alcanzar las 25 000 unidades. En Nueva Zelanda, el tema consiguió doble platino según la Recorded Music NZ (RMNZ), con un total de 60 000 copias distribuidas.

## Presentaciones en vivo

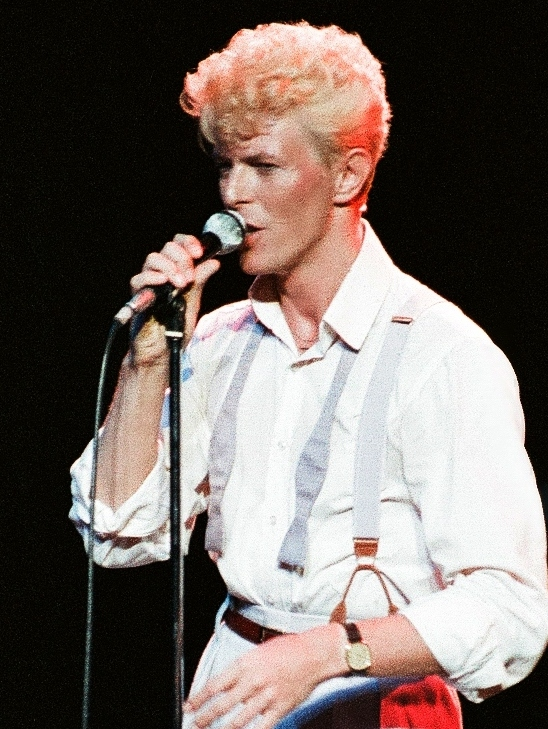
Bowie (fotografiado en 1983) durante una presentación del Serious Moonlight Tour

«“Heroes”» fue una de las canciones más constantes en los conciertos de Bowie. Con el tiempo, el propio artista reconoció el impacto que tenía en el público en directo: «En Europa, era de las que parecían tener una resonancia especial». Durante las giras Isolar II (1978) y Serious Moonlight (1983), solía aparecer como segundo tema del repertorio, en lugar de reservarse para el final del espectáculo. Algunas de esas interpretaciones se incluyeron en los discos en vivo Stage (1978) y Welcome to the Blackout (2018), mientras que grabaciones de la gira de 1983 se publicaron en el video oficial del concierto y, más adelante, en el álbum Serious Moonlight (Live '83), parte del recopilatorio Loving the Alien (1983–1988) (2018) y editado también por separado al año siguiente. Después de su presentación en Live Aid, Bowie la reincorporó a su repertorio en la gira Glass Spider (1987), como quedó registrado en el video del concierto lanzado un año más tarde. La actuación del 6 de junio en el edificio del Reichstag, en Berlín Occidental, ha sido considerada un símbolo importante en el proceso que culminó con la caída del Muro de Berlín. El tema volvió a formar parte del repertorio en giras posteriores como Sound+Vision (1990), Earthling (1996–97), Mini (2000), Heathen (2002) y A Reality (2003–04). Una versión en directo de esta última apareció en el DVD oficial de 2004 y en el álbum en vivo publicado en 2010.
Fuera del contexto de sus giras, Bowie interpretó el tema en varios eventos especiales. En 1992, la cantó junto a su antiguo guitarrista Mick Ronson y los entonces miembros de Queen —Brian May, Roger Taylor y John Deacon— durante el concierto tributo a Freddie Mercury. En octubre de 1996, presentó una versión semiacústica en los conciertos benéficos del Bridge School; la interpretación del día 20 se publicó más adelante en el álbum The Bridge School Concerts Vol. 1 y en el DVD conmemorativo 25th Anniversary Edition. La canción volvió a sonar en su concierto de cumpleaños número 50, celebrado en enero de 1997, y en el Festival de Glastonbury en junio de 2000, cuya actuación se editó en 2018 bajo el título Glastonbury 2000. Dos días después ofreció otra interpretación en el Teatro de la BBC, que permaneció inédita hasta su inclusión en Brilliant Adventure (1992–2001), lanzada en 2021. En 2001 la cantó en el concierto benéfico Tibet House y en el Concert for New York City.

## Otras versiones y tributos

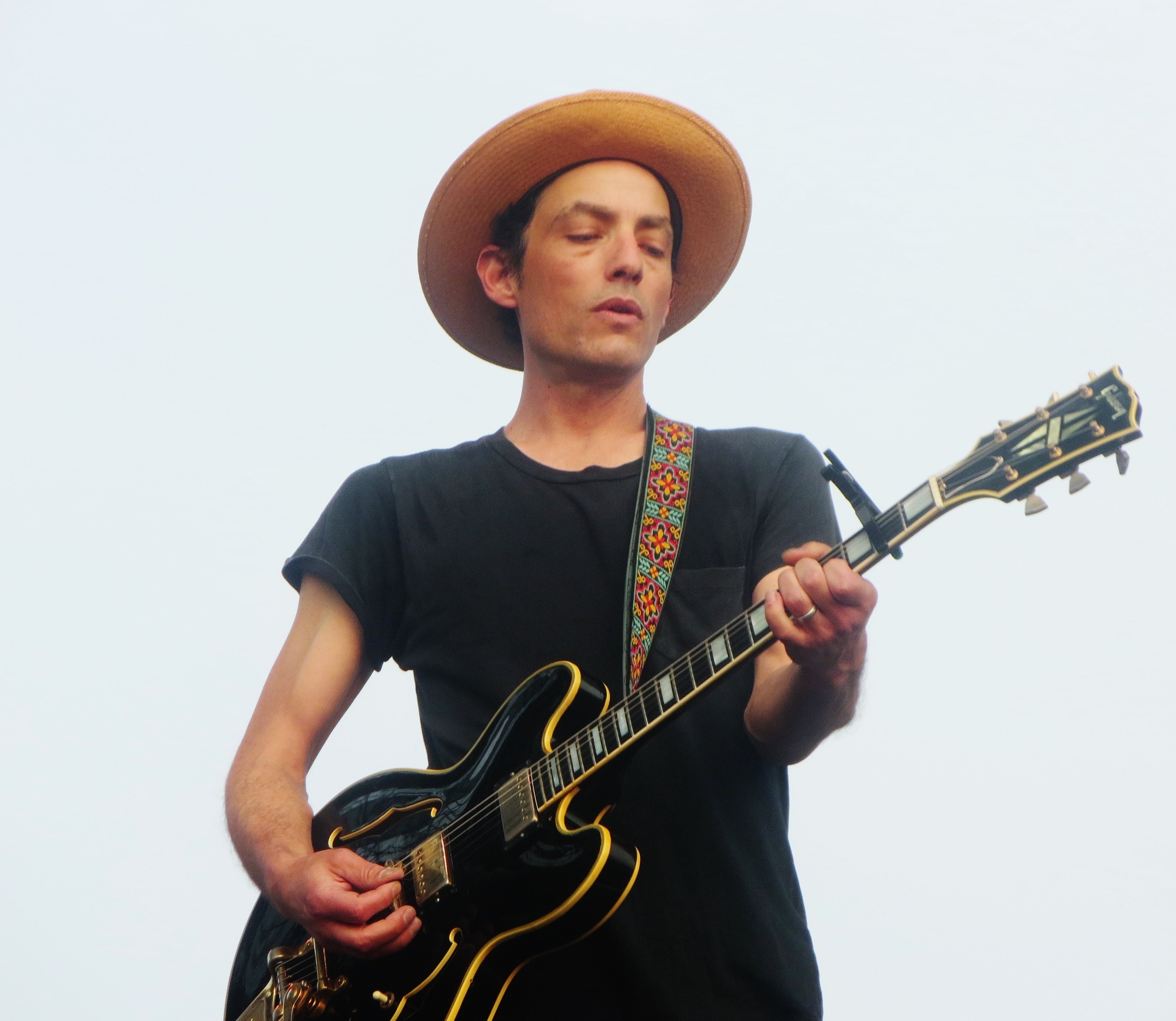
La versión de «“Heroes”» interpretada por The Wallflowers —banda liderada por Jakob Dylan (en la imagen, 2014)— ingresó a las listas de popularidad en Estados Unidos y Canadá en 1998.

Según Pegg, «“Heroes”» es la canción de Bowie con más versiones, después de «Rebel Rebel» (1974). Entre los artistas que la han interpretado en vivo o grabado en estudio se encuentran Oasis, The Smashing Pumpkins, Travis, Arcade Fire y Blondie, cuya versión en directo de 1980 contó con Fripp en la guitarra. La banda estadounidense The Wallflowers grabó una versión para la banda sonora de la película Godzilla (1998), que se publicó como sencillo el 21 de abril de ese mismo año. Recibió críticas favorables, Larry Flick, editor de Billboard, escribió que «ilumina con sensibilidad el carácter emotivo de la letra», aunque señaló que Jakob Dylan, vocalista del grupo, no logró replicar la «ironía y fuerza expresiva» de la interpretación original. Alcanzó el décimo puesto en la lista Modern Rock Tracks de Billboard, el 27 en el Hot 100 Airplay y el 23 en el Mainstream Top 40. En Canadá, encabezó durante seis semanas la lista Alternative 30 y llegó al puesto 13 del Top Singles de RPM. El videoclip fue dirigido por el dúo británico Dom and Nic. Bandas como Apocalyptica y Letzte Instanz también versionaron el tema en alemán, «“Helden”». También tuvo adaptaciones al castellano como la realizada por la banda española Parálisis Permanente en su álbum El acto (1982), situada por la revista Rolling Stone en el puesto 42 de las 50 mejores canciones góticas de todos los tiempos, y la del grupo argentino Fricción para su disco Para terminar (1988), que logró tener una gran receptividad en su país al punto de que cuando Bowie vino la primera vez a la Argentina en 1990, una parte del público coreaba la letra de Fricción mientras cantaba «“Heroes”».
En 1997, Philip Glass adaptó el álbum “Heroes” al lenguaje de la música clásica en una sinfonía titulada “Heroes” Symphony, cuya pieza inicial se basó en la canción homónima. Ese mismo año, Aphex Twin mezcló la voz original de Bowie sobre la adaptación de Glass para un sencillo en CD de 3" lanzado en Japón. «All I Want» del grupo LCD Soundsystem, publicada en 2010, se inspiró directamente en «“Heroes”» y se considera un tributo evidente. En su reseña para Pitchfork, el crítico Ryan Dombal la describió como «el homenaje definitivo, mejor que un millón de versiones». A petición del propio Bowie, la banda TV on the Radio editó la pieza en 2009 para el álbum benéfico War Child Heroes. Un año después, Peter Gabriel grabó una versión minimalista para su álbum Scratch My Back (2010). Ese mismo año, los finalistas de la séptima edición de The X Factor lanzaron su propia adaptación para la campaña caritativa Help for Heroes, que alcanzó el primer puesto en las listas de Escocia, Irlanda y el Reino Unido. Sobre esta última, Pegg comentó que acercó a una nueva generación a David Bowie, aunque a costa de someter una de sus mejores canciones a arreglos insípidos, cambios de tono al estilo Eurovisión y adornos vocales propios de un karaoke exagerado al estilo Mariah Carey, los cuales —según él— resumen la misión de The X Factor: eliminar la música de verdad del planeta.
Tras la muerte de Bowie, «“Heroes”» se convirtió en una de las piezas más recurrentes en los homenajes organizados en su honor, con interpretaciones de artistas como Coldplay, Blondie, Lady Gaga y Prince, quien la incluyó con frecuencia en sus presentaciones poco antes de fallecer en 2016. A través de Twitter, el Ministerio de Federal de Asuntos Exteriores de Alemania le rindió homenaje por su papel en la caída del Muro. Para conmemorar el 40.º aniversario de la canción, Depeche Mode publicó una versión en la que Dave Gahan declaró: «Bowie es el único artista que he seguido desde que era adolescente. Sus discos son mis preferidos cuando estoy de gira, y versionar “Heroes” es una forma de rendirle homenaje». La banda King Crimson, que incorporó la canción a su repertorio en 2000 —cuando entre sus filas estaban Fripp y Adrian Belew, antiguos colaboradores del músico británico—, grabó una versión para su EP Heroes: Live in Europe 2016. Motörhead también la publicó en el álbum Under Cöver (2017), registrada en 2015 durante las sesiones de Bad Magic y considerada una de las últimas grabaciones del grupo antes de la muerte de Lemmy Kilmister ese mismo año. El guitarrista Phil Campbell afirmó: «Es una gran canción, una de las mejores, y desde el principio supe que algo bueno saldría de nuestra interpretación, y así fue». El grupo Hollywood Vampires la incluyó en su disco Rise (2019), con la voz principal de Johnny Depp. El 14 de febrero de 2025, David Byrne, St. Vincent y Arcade Fire interpretaron el tema como parte de un popurrí que incluyó también «Wake Up» —tema emblemático de esta última banda—, durante el concierto por el 50.º aniversario de Saturday Night Live en el Radio City Music Hall.

## Impacto y legado

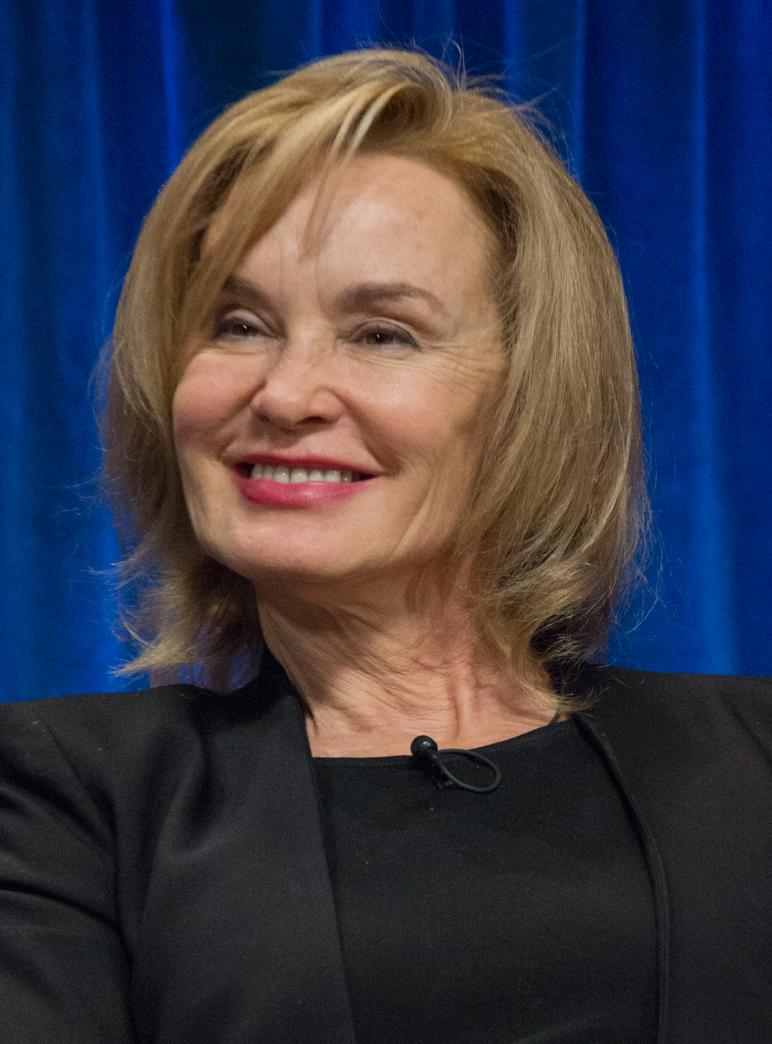
En 2015, Jessica Lange dio vida a Elsa Mars, cantante ficticia que versionó «“Heroes”» en el cierre de la cuarta temporada de American Horror Story.

Bowie autorizó el uso de su canción en diversas campañas publicitarias a lo largo de su vida, desde anuncios de teléfonos móviles, automóviles y programas informáticos, hasta promociones de HBO Latinoamérica, videojuegos y eventos deportivos. En 2007, se incorporó como descarga digital para la serie de videojuegos musicales Rock Band, dentro del paquete David Bowie Track Pack 01, que también incluía «Moonage Daydream» y una reinterpretación de «Queen Bitch». Posteriormente, en la ceremonia de apertura de los Juegos Olímpicos de Londres 2012, donde sonó durante el desfile del equipo británico en el Estadio de Londres.
En televisión, formó parte de la banda sonora de Héroes (2009) y apareció en un episodio de Glee (2012). También se incluyó en la versión estadounidense de The Tomorrow People (2014) y Jessica Lange la interpretó en el episodio final de la cuarta temporada de American Horror Story (2015). Más tarde se escuchó en Regular Show (2017) y en dos episodios de la serie Stranger Things (2016 y 2019), a través de la adaptación de Peter Gabriel.
En cine, apareció en tres películas: Antitrust, Moulin Rouge! y The Parole Officer (2001). También figuró en la música de Ninja Assassin (2009) y en The Perks of Being a Wallflower (2012). Además, se usó en el tráiler del filme brasileño Praia do Futuro (2014). Cinco años más tarde, la interpretación en alemán, «“Helden”», sonó al final de Jojo Rabbit (2019).

### Reconocimientos
En años posteriores, el tema apareció con frecuencia en listas que recopilan las mejores canciones de todos los tiempos. NME la ubicó en el quinto lugar de los «100 mejores sencillos de la historia». En una clasificación similar, Uncut la situó en el puesto 16 entre los mejores sencillos de la era post-punk. En 2004, Rolling Stone la colocó en el número 46 de las «500 mejores canciones de todos los tiempos», y en la actualización publicada en 2021 la subió al puesto 23. NME también la incluyó en el lugar 15 de su lista equivalente de 2015. Time la incorporó en 2011 en su selección de las «100 canciones de todos los tiempos», mientras que Pitchfork la destacó en The Pitchfork 500, una guía publicada en 2008 con las 500 canciones más importantes desde el surgimiento del punk. En listas dedicadas a lo mejor de los años 70, NME y Pitchfork la situaron en los puestos cuatro y seis, respectivamente. Radio X, del Reino Unido, la eligió como la duodécima mejor canción de todos los tiempos en 2010, y como la séptima mejor canción británica en 2016.

## Lista de canciones
| Reino Unido - Vinilo de 7" (1977) |                 |          |  |
| N.º                               | Título          | Duración |  |
| 1.                                | «Heroes»        | 3:31     |  |
| 2.                                | «V-2 Schneider» | 3:10     |  |

| Alemania - Vinilo de 7" (1977) |                 |          |  |
| N.º                            | Título          | Duración |  |
| 1.                             | «Helden»        | 3:32     |  |
| 2.                             | «V-2 Schneider» | 3:10     |  |

| España - Vinilo de 12" (1977) |                         |          |  |
| N.º                           | Título                  | Duración |  |
| 1.                            | «Heroes» (Long Version) | 6:07     |  |
| 2.                            | «V-2 Schneider»         | 3:10     |  |

| Estados Unidos - Vinilo de 7" (1977) |                     |          |  |
| N.º                                  | Título              | Duración |  |
| 1.                                   | «"Heroes"» (Stereo) | 3:29     |  |
| 2.                                   | «"Heroes"» (Mono)   | 3:29     |  |

| Japón - Vinilo de 7" (1978) |                                    |          |  |
| N.º                         | Título                             | Duración |  |
| 1.                          | «ヒーローズ = "Heroes"»            | 3:29     |  |
| 2.                          | «V-2 シュナイダー = V-2 Schneider» | 3:10     |  |

| Alemania - Vinilo de 12" (1982) |                                                  |          |  |
| N.º                             | Título                                           | Duración |  |
| 1.                              | «"Heroes" / "Helden"» (English / German Version) | 6:09     |  |
| 2.                              | «"Heroes" / "Héros"» (English / French Version)  | 6:09     |  |

## Créditos y personal
Créditos adaptados según el biógrafo Chris O'Leary:

### Músicos
- David Bowie: voz y coros, piano, ARP Solina String Ensemble, Chamberlin
- Robert Fripp: guitarra líder
- Carlos Alomar: guitarra rítmica
- George Murray: bajo
- Dennis Davis: batería
- Brian Eno: sintetizador EMS VCS 3, tratamientos de guitarra
- Tony Visconti: recipiente metálico, coros, pandereta

### Técnicos
- David Bowie: producción
- Tony Visconti: producción, mezcla
- Colin Thurston: mezcla

## Posicionamiento en listas musicales
| País              | Lista                        | Mejor posición |
| 1977-1978         | 1977-1978                    | 1977-1978      |
| ----------------- | ---------------------------- | -------------- |
| Australia         | Kent Music Report            | 11             |
| Austria           | Ö3 Austria Top 40            | 14             |
| Bélgica (Flandes) | Ultratop 50 Singles          | 17             |
| Estados Unidos    | Singles Chart 101–150        | 126            |
| Irlanda           | Irish Singles Chart          | 8              |
| Nueva Zelanda     | Recorded Music NZ            | 34             |
| Países Bajos      | Dutch Top 40                 | 8              |
| Países Bajos      | Single Top 100               | 9              |
| Reino Unido       | UK Singles Chart             | 24             |
| 2015              |                              |                |
| Francia           | SNEP                         | 37             |
| 2016              |                              |                |
| Alemania          | GfK Entertainment charts     | 19             |
| Australia         | ARIA Charts                  | 36             |
| Escocia           | OCC                          | 8              |
| España            | PROMUSICAE                   | 59             |
| Estados Unidos    | Hot Rock & Alternative Songs | 11             |
| Europa            | Euro Digital Song Sales      | 3              |
| Francia           | SNEP                         | 9              |
| Irlanda           | Irish Singles Chart          | 29             |
| Italia            | FIMI                         | 17             |
| Japón             | Japan Hot Overseas           | 18             |
| Portugal          | AFP                          | 32             |
| Suecia            | Sverigetopplistan            | 37             |
| Suiza             | Schweizer Hitparade          | 17             |
| Reino Unido       | UK Singles Chart             | 12             |

## Certificaciones y ventas
| País          | Organismo certificador | Certificación | Ventas certificadas | Ref.    |
| ------------- | ---------------------- | ------------- | ------------------- | ------- |
| Dinamarca     | IFPI Dinamarca         | Oro           | 45 000              | [ 99 ]  |
| España        | PROMUSICAE             | Platino + Oro | 90 000              | [ 98 ]  |
| Italia        | FIMI                   | Oro           | 25 000              | [ 162 ] |
| Nueva Zelanda | RMNZ                   | 2× Platino    | 60 000              | [ 101 ] |
| Reino Unido   | BPI                    | 2× Platino    | 1 200 000           | [ 97 ]  |